# ボリビア国鉄DE95形ディーゼル機関車
ボリビア国鉄DE95形ディーゼル機関車は、1968年に日本の日立製作所と三菱重工業がそれぞれ10両、計20両製造した電気式ディーゼル機関車。
日本の機関車を基に、急激な高低差や温度差、急カーブなどボリビアの鉄道の厳しい条件に対応すべく、製造当時の最新技術が多数採用された形式である。この項目では、DE95形の増備車で1978年に製造されたDE100形についても解説する。

## 導入までの経緯
1950年代以降、ボリビア国鉄には蒸気機関車や気動車、貨車など日本製の鉄道車両が多数輸出され、1966年からは液体式ディーゼル機関車・DH52形の輸出も実施された。
それらに続き、ボリビア国鉄の西部路線（ボリビア西部鉄道）向けに導入された本線用のディーゼル機関車がこのDE95形・DE100形である。

## DE95形
メーカー形式はBF-18で、運営企業における形式は900形。日立製作所の水戸工場と三菱重工業の三原製作所においてそれぞれ10両が製造され、1968年6月に日本から船舶によって輸出された。
日立製作所や三菱重工業も製造を手掛けた日本国有鉄道の電気式ディーゼル機関車であるDF50形を基にしており、軸配置も曲線が多い路線において有利なB-B-B型としている。ただし前面形状や採光窓、エアフィルターの配置については、日本国有鉄道が同時期に導入していたEF65形やEF81形などの電気機関車に類似したものとなっている。
ディーゼル機関はDF50形、DF91形など日立製作所が製造した電気式ディーゼル機関車に多く採用されているV6V22/30mA機関を基に、燃焼方法を予燃焼室式から直接噴射式に改めたV6V22/30ATLが1基搭載されている。約2,800 mに及ぶ高低差や最大50℃以上の温度差に対応するため、高度と大気圧を測定し、高地での定格出力を抑える事で経済性にも配慮している。また総括制御が可能な仕様となっている制御機器についても空気密度が希薄な高地での常時使用を想定し、温度上昇への配慮がなされている。
主発電機や主電動機に関しては、導入当時回転機の保守実績がなかったボリビア側の事情に対応し、保守の容易さと信頼性の向上を重視した設計が取り入れられている。30 ‰勾配が連続する路線条件下でも最大280 tの貨物列車が牽引可能な牽引力を有しており、定格速度は18.5 km/h。
重連運転に便利な総括制御機能も有し、同形式同士のほか、後述のようにチリ国内においてはチリ国鉄のディーゼル機関車とも連結して運用された経歴も持つ。
車体の塗装は、登場時は上半分がクリーム色、下半分が薄い緑色のツートンカラーであったが、1990年代のボリビア国鉄民営化
以下に番号と製造企業の対照表を示す。
| 車両番号      | 製造企業 製造工場     | 備考                          |
| ------------- | --------------------- | ----------------------------- |
| DE951 - DE960 | 日立製作所 水戸工場   | 製造番号 1968 63 - 72（水戸） |
| DE961 - DE970 | 三菱重工業 三原製作所 |                               |

## DE100形
メーカー形式はBFA-32Mで、運営企業における形式は1000形。前述のDE95形の増備車として、日立製作所と三菱重工業によりそれぞれ計16両が1978年に製造された。エンジンがMTU製のものに変更され、出力も1,470 kw（2.000 PS）に向上しているほか、DE95形に存在していた車体側面の採光窓が廃されている。
| 車両番号        | 製造企業 製造工場     | 備考                              |
| --------------- | --------------------- | --------------------------------- |
| DE1008 - DE1010 | 三菱重工業 三原製作所 |                                   |
| DE1011 - DE1012 | 日立製作所 水戸工場   | 製造番号 1978 A20790.1 - A20800.1 |
| DE1013 - DE1017 | 三菱重工業 三原製作所 |                                   |
| DE1018 - DE1023 | 日立製作所 水戸工場   | 製造番号 1978 A20800.2 - A20800.7 |

## 運用

### ボリビア西部鉄道における運用
DE95形、DE100形ともにボリビア国鉄の西部鉄道路線（ボリビア西部鉄道）へ配属され、標高4,000 mを超える区間においてその性能を十分に発揮する運用に就き、同鉄道のほか、線路が繋がっている隣国チリのチリ国鉄・アリカ＝ラパス鉄道およびイギリス資本のアントファガスタ＝ボリビア鉄道にも乗り入れを開始。前者でチリの港町アリカ、後者ではボリビアとチリの国境に位置するオジャグエを発着する列車の牽引も行い、前述の通り前者においてはチリ国鉄が保有する、アメリカ合衆国のゼネラル・エレクトリック製の電気式ディーゼル機関車・13100形（現地形式・メーカー形式はGE U20C形ディーゼル機関車）と連結した運用を行った。

### ボリビア東部鉄道における運用
長い間ボリビア西部鉄道で活躍していたこれらの機関車だが、ボリビア国鉄が運営するもう一つの鉄道路線網であるボリビア東部鉄道で機関車が不足していたことから、5両のDE100形が転属することとなった。
なお、転属元のボリビア西部鉄道と転属先の同東部鉄道はボリビア国内において接続しておらず、転属は隣国アルゼンチンのフフイ州およびサルタ州内のベルグラーノ将軍鉄道を介して行われた。
運用開始当初は転属前の姿のままであったが、のちにボリビア東部鉄道のオリジナル塗装へ変更された車両が現れたほか、DE1019号機は前面のパノラミックウインドウが平面ガラスへ交換され、前照灯が一つ増設された。
これらの5両は2000年代にボリビア西部鉄道へ復帰し、塗装も同鉄道オリジナルのものへ変更されているほか、2015年にはDE95形がトレーラーによる陸送でボリビア東部鉄道へ送られた。これはボリビア東部鉄道において車両不足が発生したことによるものであったが、同鉄道と接続するブラジル・リオデジャネイロの鉄道会社・SuperViaより中古のディーゼル機関車を購入したことから、再びボリビア西部鉄道へ復帰している。

### 現況
これらの機関車は2020年時点でもDE95形が5両、DE100形が12両の計17両が現役を続けている。ただし、スイス・シュタッドラー製新型機の投入が進められいることから今後の動向が注目されている。

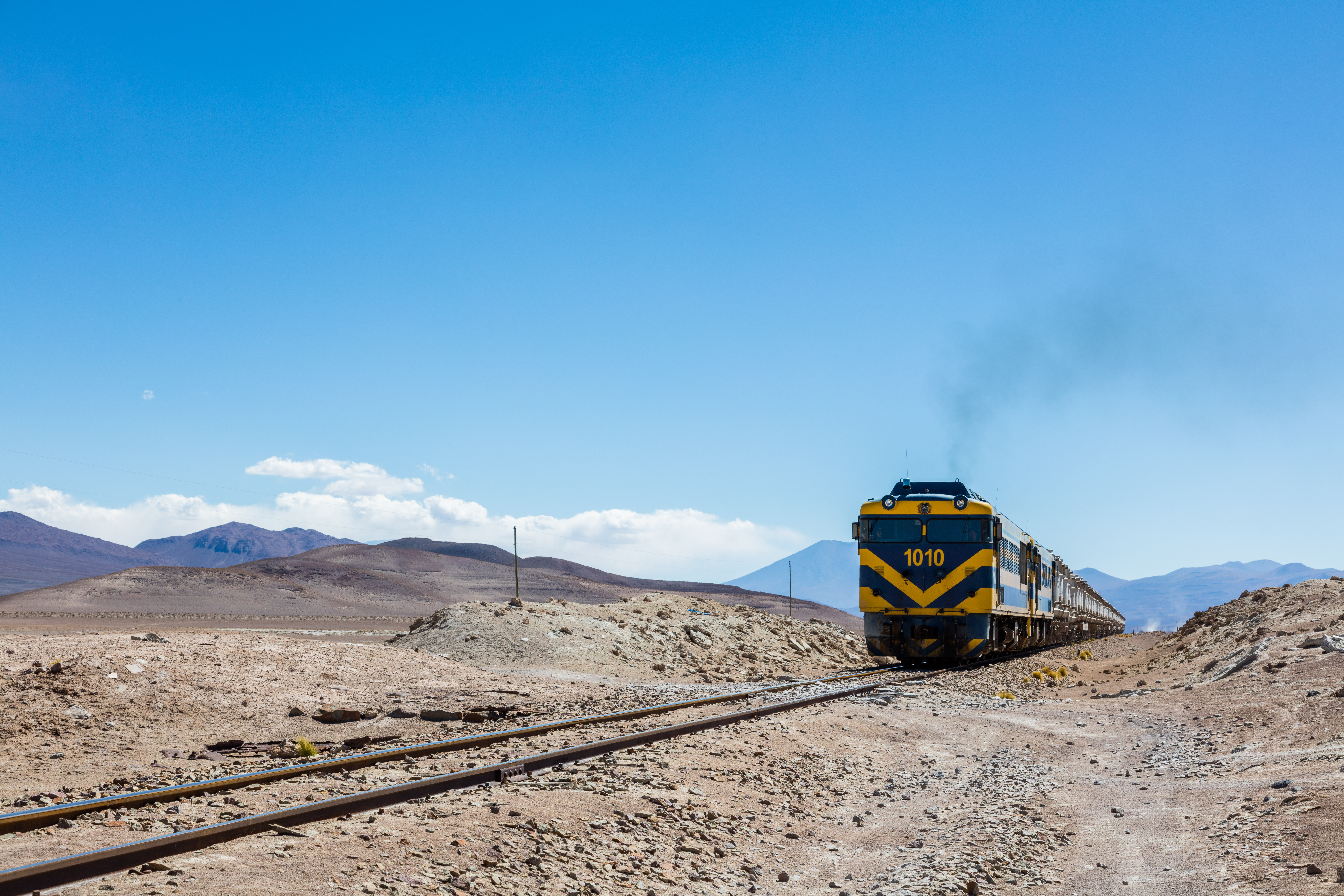
ウユニ塩原を走るDE100形牽引の貨物列車